# 黎安·沃爾納

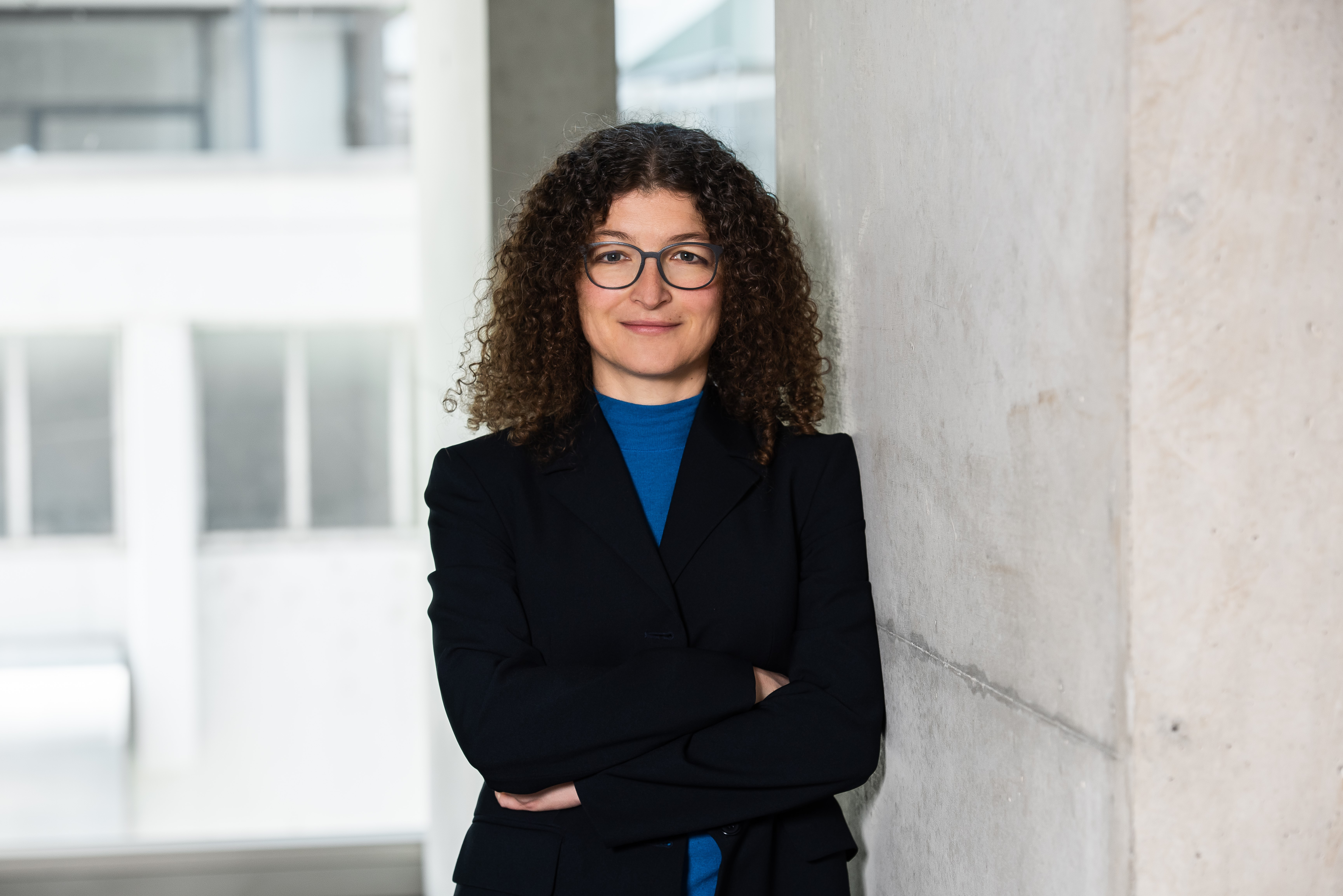
黎安·沃爾納本人照片

黎安·沃爾納（德語：Liane Wörner，1975年—)，德國法學家暨法學教授，任教於德國康斯坦茨大學（Universität Konstanz）法律系刑法、刑事訴訟法、刑事法比較法學、醫事刑法學暨法理學教席。
沃爾納1994年起進入萊比錫大學攻讀法學，並於1998年取得第一次國家考試資格。經過在林堡（Limburg）地方法院與地方檢察署的實習訓練後，沃爾納於2001年至2002年前往美國，並取得威斯康辛大學麥迪遜分校法學碩士（LL.M.）學位。爾後，沃爾納到基森大學並在瓦特·格洛普教授的指導下於2009年取得博士學位。隨後，於2017年沃爾納在基森大學取得教席資格。
沃爾納取得教席資格後，曾陸續任教於塞格德、伊斯坦堡、威斯康辛大學麥迪遜分校、法蘭克福大學、哥廷根大學、萊比錫大學等，並於2019年冬季學期起，沃爾納接替魯道夫·任基爾教授之教席，於康斯坦茨大學任刑法、刑事訴訟法、刑事法比較法學、醫事刑法學暨法理學教席。